# Berndt Wilhelm Fock

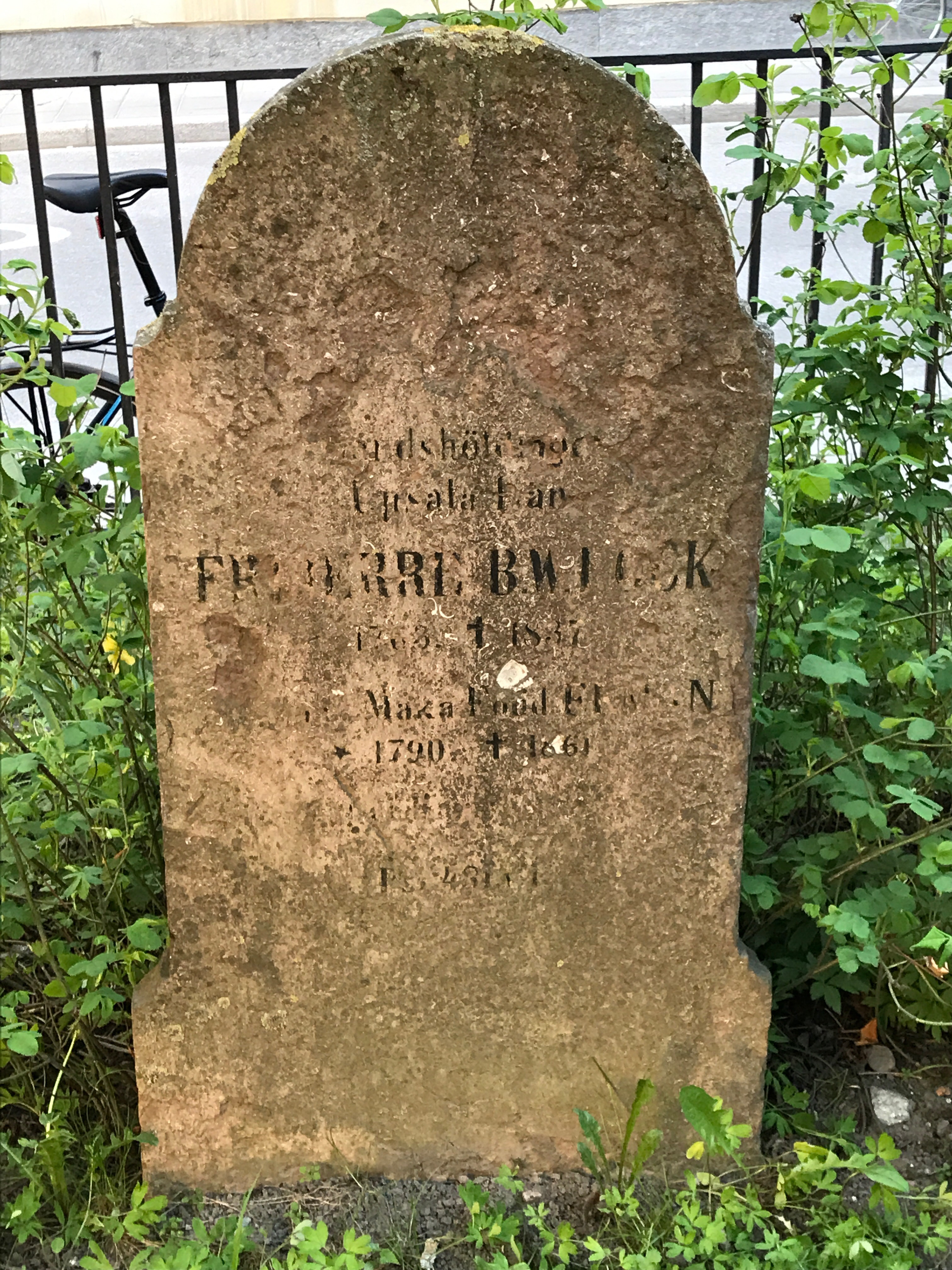
Gravvård på Adolf Fredriks kyrkogård

Berndt Wilhelm Fock, född 9 augusti 1763 i Åbo, död 15 april 1837 i Sankt Nikolai församling i Stockholm, var en svensk friherre, militär och ämbetsman.

## Biografi
Fock var son till överstelöjtnant Reinhold Wilhelm Fock och friherrinnan Sofia Fredrika Elisabeth Maria Stackelberg. Endast åtta år gammal var han redan furir vid Åbo läns regemente, 1773 utnämndes han till sergeant. År 1779, sexton år gammal, blev han fänrik. Åren 1780–1782 fick Fock permission från sin militärtjänst för att gå i fransk krigstjänst. Efter hemkomsten avlade han officersexamen och blev 1786 löjtnant.  Åren 1788–1790 deltog han i kriget i Finland och var med vid drabbningarna i Fredrikshamn, Uttismalm och Högfors. För sina insatser härvid befordrades han 1789 till kapten vid armén och Kajana bataljon. En mångfald förordnanden följde, såsom regementskvartermästare vid Åbo läns regemente 1793, major vid armén 1798, överadjutant hos kung Gustav IV Adolf 1802, generaladjutant och överstelöjtnant vid hertig Carls drabantkår 1803. Åren 1808–1810 var Fock generalintendent för armén på Åland och anbefalldes därvid att organisera och kommendera en styrka av 3000 man i Upplands skärgård samt att med över- och underbefäl avgå till Åland och där organisera och utbilda ytterligare 3000 man av Åland beväring. År 1808 utnämndes han till överste. År 1812 blev han utnämnd till landshövding i Uppsala län, en syssla som han innehade till 1830.
Under sin landshövdingetid upphöjdes Fock 1815 i friherrligt stånd. Åren 1815–1823 var han ledamot av Stockholms stads brandförsäkringskontors överstyrelse. År 1836 utnämndes han till tillförordnad överpostdirektör, men avled redan året därpå och begravdes på Adolf Fredriks kyrkogård.